# Муравьиные круги

Муравьиные круги (муравьеворот, спираль смерти, карусель смерти, англ. Death mill) — природное явление, состоящее в том, что один или небольшая группа муравьёв, на первый взгляд совершенно беспричинно, начинает бегать по замкнутому кругу, постепенно вовлекая в свой бесконечный цикл всё больше и больше других муравьёв. Муравьи продолжают свой бег до тех пор, пока не падают замертво, и муравьиный круг продолжает своё вращение до полного истощения, оставляя за собой полчища погибших.
Американский мирмеколог Уильям Мортон Уилер в 1910 году описал наблюдавшийся им в лабораторных условиях случай спонтанно возникшего муравьиного круга, действовавшего на протяжении 46 часов. В 1921 году американский путешественник Уильям Биб в своей книге «Край джунглей» (англ. Edge of the Jungle) описал виденный им в Гайане круг муравьёв-эцитонов окружностью около 365 метров, в котором каждый из муравьёв совершал полный цикл за 2,5 часа. Этот муравьеворот существовал 2 дня, усеивая почву под собой мёртвыми телами, пока небольшая группа рабочих муравьёв, опять же — без видимой причины, не отделилась от общего движения и не увела за собой оставшихся в живых.
Первое подробное исследование муравьиных кругов провёл американский зоопсихолог Теодор Шнейрла в 1944 году. Он же отметил, что аналогичное явление было описано ещё в 1896 г. Фабром, наблюдавшим подобное круговое движение у гусениц походного шелкопряда.

## Причина явления
Предположительное объяснение феномена — феромонный след, которым муравьи некоторых видов, добывающие пищу в группе, помечают поверхность почвы во время походов за едой, с целью быстрого и эффективного путешествия к месту нахождения пищи и переноса её обратно в муравейник. С помощью парных усиков, расположенных близко к земле, муравьи воспринимают направление и интенсивность запаха, и двигаются строго по феромонному следу. В один из моментов по тем или иным причинам в муравьином алгоритме происходит сбой, и муравей начинает ходить по замкнутому кругу, вовлекая в смертное шествие своих собратьев, наткнувшихся на его след. Возможной причиной сбоя является то, что рейд за едой в отдельных случаях осуществляется чересчур долго, и к возвращению муравья домой запах феромонного следа успевает рассеяться, в результате чего на половине пути муравей сбивается с курса, несколько раз поворачивает в сторону и тут же вновь натыкается на свой след. Только что выделенные феромоны пахнут сильнее всего, и муравей повторяет цикл по только что произведённой траектории.
Небольшие «завихрения» встречаются на местности практически любого типа и чаще всего там, где две муравьиные тропы проходят близко друг от друга или пересекаются, а подобное описанному в начале статьи явление получается только на большой открытой площадке без особенно больших неровностей.